# Chiesa di San Francesco (Galtellì)
La chiesa di San Francesco è un edificio religioso situato a Galtellì, centro abitato delle Baronie, nella Sardegna centro-orientale.
Edificata nel 1612 e consacrata al culto cattolico, fa parte della parrocchia del Santissimo Crocifisso, diocesi di Nuoro.

## Altri progetti

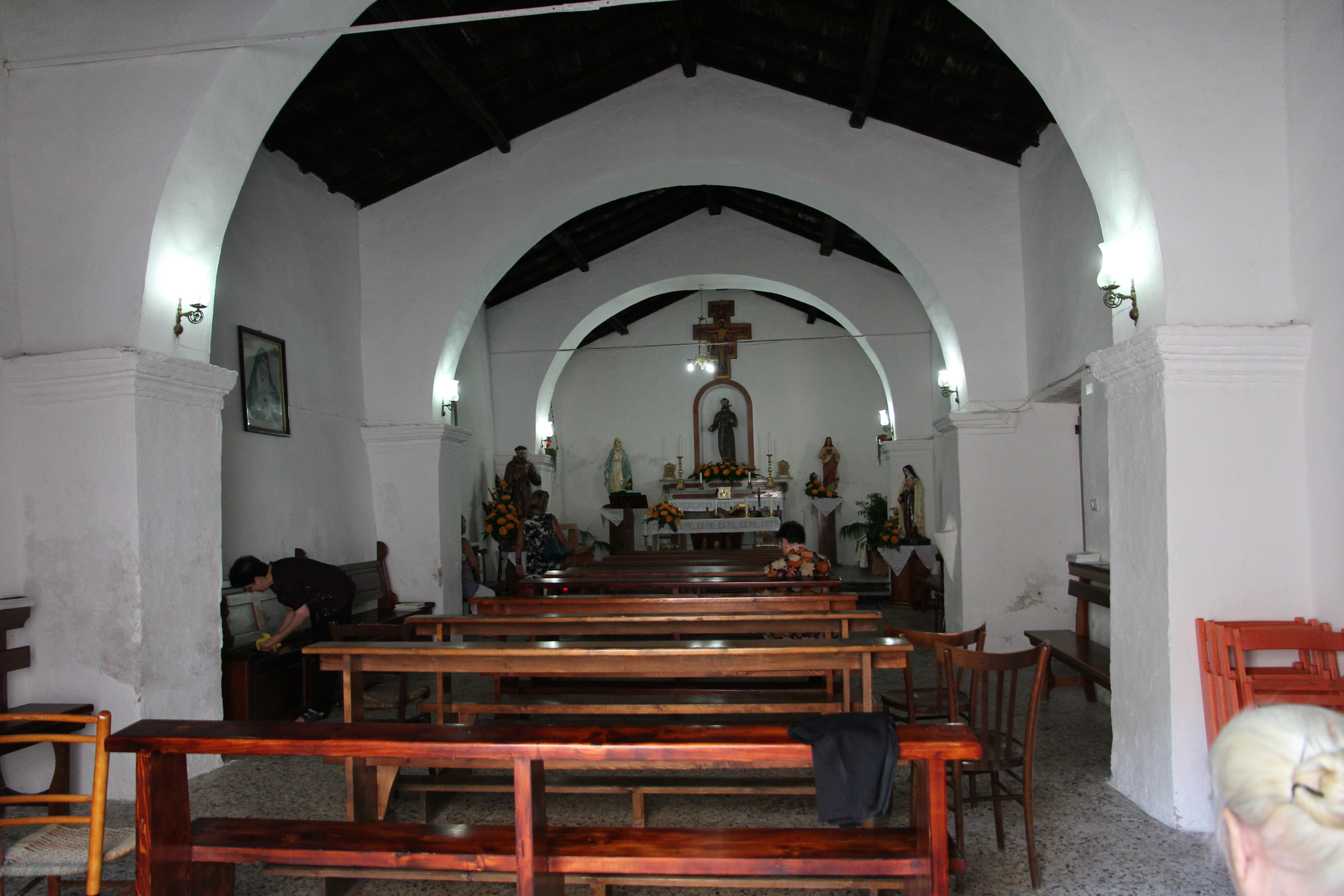